# Mechack Jérôme
Pour les articles homonymes, voir Jérôme.
Mechack Jérôme, parfois orthographié Mechak Jérôme, est un footballeur international haïtien né le 21 avril 1990 à Liancourt (Haití) (es). Il joue au poste d'arrière droit.

## Biographie

### En club
Mechack Jérôme commence sa carrière avec le Triomphe AC de Liancourt en 2006. Il prend la direction du Baltimore Sportif Club en 2007. Il y reste jusqu'au 1er août 2009, où il se joint au SC Mirandela qui joue en quatrième division portugaise. À la fin de la saison, le 14 juin 2010, il est transféré à l'Aztex d'Austin qui l'avait repéré lors d'un match de charité en faveur des victimes du tremblement de terre, de l'équipe nationale haïtienne à Austin le 28 avril 2010.
Alors qu'il n'a disputé que 3 matchs sous les couleurs de l'Aztex, l'équipe est déménagée à Orlando pour la saison 2011 et devient le Orlando City SC.
Il reste en Floride jusqu'au 28 février 2013 où il passe au Sporting de Kansas City, club du meilleur championnat nord-américain : la Major League Soccer.
Le 31 mars 2014, il est libéré par le Sporting de Kansas City, peu avant le début de la saison 2014 de Major League Soccer. Sans club, il est mis à l'essai par l'Impact de Montréal le 30 mai 2014. À la suite de la qualification de l'Impact pour la Ligue des champions 2014-2015, il est officiellement recruté par le club québécois le 6 juin 2014 avant d'être libéré à la fin du mois afin de laisser une place dans l'effectif pour Krzysztof Król. Pendant ces trois semaines, il ne fait aucune apparition avec l'équipe première de l'Impact mais dispute deux matchs avec l'équipe réserve, le FC Montréal.

### En équipe nationale
Il commence sa carrière internationale en 2008. Il joue entre autres huit matchs comptant pour la Coupe caribéenne des nations, deux lors des éliminatoires de cette compétition, quatre matchs d'éliminatoires de la Coupe du monde de football et un match lors de la Gold Cup. Convoqué par le sélectionneur Marc Collat pour disputer la Gold Cup 2019, il se blesse lors du match d'ouverture de la compétition pour une période de six mois.
| Saison                | Club                   | Championnat           | Championnat | Championnat | Coupe(s) nationale(s) | Coupe(s) nationale(s) | Compétition(s) continentale(s) | Compétition(s) continentale(s) | Compétition(s) continentale(s) | Séries | Séries | Total | Total |
| Saison                | Club                   | Division              | M.          | B.          | M.                    | B.                    | Comp.                          | M.                             | B.                             | M.     | B.     | M.    | B.    |
| 2009-2010             | SC Mirandela           | D4                    | 4           | 0           | .                     | .                     | -                              | -                              | -                              | -      | -      | 4     | 0     |
| 2010                  | Austin Aztex FC        | USSF D2               | 3           | 0           | -                     | -                     | -                              | -                              | -                              | -      | -      | 3     | 0     |
| 2011                  | Orlando City SC        | USL Pro               | 14          | 0           | 3                     | 0                     | -                              | -                              | -                              | 3      | 1      | 20    | 1     |
| 2012                  | Orlando City SC        | USL Pro               | 20          | 1           | 1                     | 0                     | -                              | -                              | -                              | 1      | 0      | 22    | 1     |
| 2013                  | Sporting Kansas City   | MLS                   | 10          | 0           | 1                     | 0                     | LCC                            | 2                              | 0                              | -      | -      | 13    | 0     |
| 2014                  | Sporting Kansas City   | MLS                   | 2           | 0           | -                     | -                     | LCC                            | 1                              | 0                              | -      | -      | 3     | 0     |
| 2014                  | Impact de Montréal     | MLS                   | 0           | 0           | -                     | -                     | LCC                            | 0                              | 0                              | 0      | 0      | 0     | 0     |
| 2015                  | Charlotte Independance | USL                   | 16          | 0           | 3                     | 0                     | -                              | -                              | -                              | -      | -      | 19    | 0     |
| 2015                  | Jacksonville Armada    | NASL                  | 6           | 1           | -                     | -                     | -                              | -                              | -                              | -      | -      | 6     | 1     |
| 2016                  | Jacksonville Armada    | NASL                  | 25          | 1           | 1                     | 0                     | -                              | -                              | -                              | -      | -      | 26    | 1     |
| Total sur la carrière | Total sur la carrière  | Total sur la carrière | 102         | 3           | 9                     | 0                     | -                              | 3                              | 0                              | 4      | 1      | 118   | 4     |